# Zjensjjiny
Zjensjjiny (russisk: Женщины, da.: Kvinder) er en sovjetisk spillefilm fra 1966 instrueret af Pavel Ljubimov.

## Medvirkende
- Inna Makarova som Jevdokia Kuzina
- Nina Sazonova som Jekaterina Timofejevna Bednova
- Vitalij Solomin som Zjenja Bednov, søn af Jekaterina Timofejevna Bednova
- Nadezjda Fedosova som Grusja
- Galina Jatskina som Alja Jagodkina
- Valentina Vladimirova som Liza